# Centro Internacional de Convenciones y Exposiciones de Baréin
El Centro Internacional de Convenciones y Exposiciones de Baréin (en árabe: معرض البحرين الدولي للمعارض والمؤتمرات) es un centro de exposiciones en Manama, la capital de Baréin. El complejo cuenta con 14 000 metros cuadrados de espacio de exposición y 1400 metros cuadrados de espacio funcional. Es capaz de almacenar aproximadamente 5000 delegados y más de 30 000 visitantes cada día. Hay plazas de estacionamiento para 800 vehículos. Se trata del centro de exposiciones y Convenciones más grande de todo ese país asiático. El espacio está en el lado norte de la Avenida 28, al sur de la autopista Shaikh Khalifa Bin Salman. Está rodeado de además de varios centros comerciales.